# Magnus Fröling (1652-1717)
Magnus Fröling, född 4 juli 1652 i Rystads församling, Östergötland, död 14 november 1717 i Skedevi församling, Östergötlands län, var en svensk präst.

## Biografi
Magnus Fröling föddes 1652 i Rystads församling. Han var son till bonde Olof på Fröstad. Fröling blev 24 oktober 1675 student vid Uppsala universitet och prästvigdes 5 januari 1681. Han blev 1682 komminister i Skönberga församling och 1698 kyrkoherde i Skedevi församling. Fröling avled 1717 i Skedevi församling och begravdes 5 december samma år.

### Familj
Fröling gifte sig 13 januari 1681 med Elisabeth Frostenius (1652–1737). Hon var dotter till kyrkoherden i Björsäters församling. De fick tillsammans barnen kyrkoherden Petrus Fröling i Skedevi församling, Maria Fröling som var gift med kyrkoherden Johan Collander i Östra Husby församling, kyrkoherden Samuel Fröling i Vinnerstads församling, Elisabeth Fröling som var gift med kyrkoherden J. Netzelius i Skällviks församling och Catharina Fröling som var gift med kyrkoherden M. Pelander i Gärdserums församling.